# Alan Chesters
Alan David Chesters CBE (* 26. August 1937) ist ein britischer anglikanischer Theologe. Er war von 1989 bis 2003 Bischof von Blackburn in der Church of England.

## Leben
Chesters wurde als Sohn von Herbert und Catherine Chesters geboren. Er wuchs in Huddersfield, West Yorkshire auf. Er besuchte die Elland Grammar School. Er studierte am St Chad’s College der University of Durham. 1959 erwarb er dort einen Abschluss als Bachelor of Arts (BA) im Fach Moderne Geschichte (Modern History). Weitere Studien erfolgten am St Catherine's College der University of Oxford. Dort erwarb er einen Abschluss als Bachelor of Arts (1961) und 1965 einen Abschluss als Master of Arts (Oxbridge) im Fach Theologie. Zur Vorbereitung auf das Priesteramt studierte er von 1959 bis 1962 Theologie am St Stephen’s House Theological College in Oxford. 1962 wurde er zum Diakon geweiht; 1963 folgte die Priesterweihe. Seine Priesterlaufbahn begann er von 1962 bis 1966 als Hilfsvikar (Assistant Curate) an der St Anne’s Church im Londoner Stadtbezirk Wandsworth. Anschließend war er Kaplan (Chaplain) an der Tiffin School (1966–1972); von 1967 bis 1972 war er gleichzeitig ehrenamtlicher Hilfsvikar (Honorary Assistant Curate) an der St Richard's Church im Londoner Vorort Ham. 
Er kehrte danach wieder nach Nordengland zurück. Er wurde „Director of Education“ in der Diözese von Durham. Von 1972 bis 1985 war er Pfarrer (Rector) von Brancepeth. Von 1975 bis 1984 war er Honorarkanoniker (Honorary Canon; Domherr) an der Durham Cathedral. Von 1985 bis 1989 wirkte er als Archidiakon von Halifax (Archdeacon of Halifax) in West Yorkshire in der Diözese von Wakefield.  Am 24. April 1989 wurde er zum Bischof geweiht. 1989 wurde er, nach dem Tod von Stewart Cross, Bischof von Blackburn in der Church of England. Ende August 2003 ging er in den Ruhestand. Sein Nachfolger als Bischof von Blackburn wurde Nicholas Reade. 
Nach seinem Ruhestand wirkte er von 2003 bis 2010 als Ehrenamtlicher Hilfsbischof (Honorary Assistant Bishop) in der Diözese von Chester. Er ist seit 2003 Ehrenamtlicher Hilfsbischof (Honorary Assistant Bishop) in der Diözese in Europa (Diocese in Europe). 2010 zog er aus der Diözese von Chester weg. Er ist seit 2010 Ehrenamtlicher Hilfsbischof (Honorary Assistant Bishop) in der Diözese von Southwark und in der Diözese von Chichester.
Chesters übte neben seinem Bischofsamt zahlreiche weitere Kirchenämter aus. Er von 1982 bis 1998 Church Commissioner. 1975 wurde er Mitglied der Generalsynode der Church of England. Er war Mitglied des Standing Committee der Generalsynode (1985–1989 und 1990–1995). Er war von 1984 bis 1990 stellvertretender Vorsitzender (Vice Chairman) und später Vorsitzender (Chairman) des Board of Education der Church of England und Vorsitzender (Chairman) des Schools Committee.
Chesters war Mitglied des Blackburn Diovesan Board of Finance (März 1992–August 2003) und des Blackburn Diocesan Board of Education (April 1992–Januar 1994 und November 2001–August 2003). Chesters war außerdem Mitglied der Countryside Commission und Vorsitzender (Chairman) des North-West Rural Affairs Forum. 
2003 wurde er Honorary Fellow des St Martin's College's. Chesters wurde 2007 in der alljährlichen New Year’s Honours-Liste zum Commander des Order of the British Empire ernannt, „in Anerkennung seiner Verdienste für das Gemeinwohl im Nordwesten Großbritanniens“ (For services to the community in the North West).
1975 heiratete er Jennie Garrett. Aus der Ehe ging ein Sohn hervor. Chesters lebt in Southwark.

## Mitgliedschaft im House of Lords
Chesters gehörte in seiner Eigenschaft als Bischof von Blackburn von September 1995 bis Ende August 2003 bis zu seinem Ruhestand als Bischof von Blackburn als Geistlicher Lord dem House of Lords an. 
Im Hansard sind insgesamt 103 Wortbeiträge von Alan Chesters aus den Jahren von 1998 bis 2003 dokumentiert. Seine Antrittsrede hielt er am 18. Februar 1998 im Rahmen einer Debatte zu den Haftbedingungen von Strafgefangenen mit lebenslanger Freiheitsstrafe. Am 17. Juni 2003 meldete er sich während seiner Amtszeit im House of Lords mit einem kurzen Redebeitrag zuletzt zu Wort.